# Dusino San Michele
Pour les articles homonymes, voir San Michele.
Dusino San Michele est une commune italienne de la province d'Asti, dans la région Piémont.

## Histoire
Dusino et San Michele étaient initialement deux communes séparées. C'est le décret du 24 fructidor de l'an X (11 septembre 1802), établissant le nouveau département français de Marengo, qui réunit Dusino et Michele dans le deuxième arrondissement, celui d'Asti. La France perdit ses départements piémontais en 1814.

## Administration
| Période                                  | Période | Identité | Étiquette | Qualité |
| ---------------------------------------- | ------- | -------- | --------- | ------- |
|                                          |         |          |           |         |
| Les données manquantes sont à compléter. |         |          |           |         |

### Communes limitrophes
Cantarana, San Paolo Solbrito, Valfenera, Villafranca d'Asti, Villanova d'Asti